# 北溪水站
北溪水站（韓語：북계수역）是朝鮮民主主義人民共和國两江道白岩郡的一個鐵路車站，属于白茂线。

## 邻近车站
白茂线
大澤站 - 北溪水站 - 上岛内站